# Composizioni di Luigi Boccherini

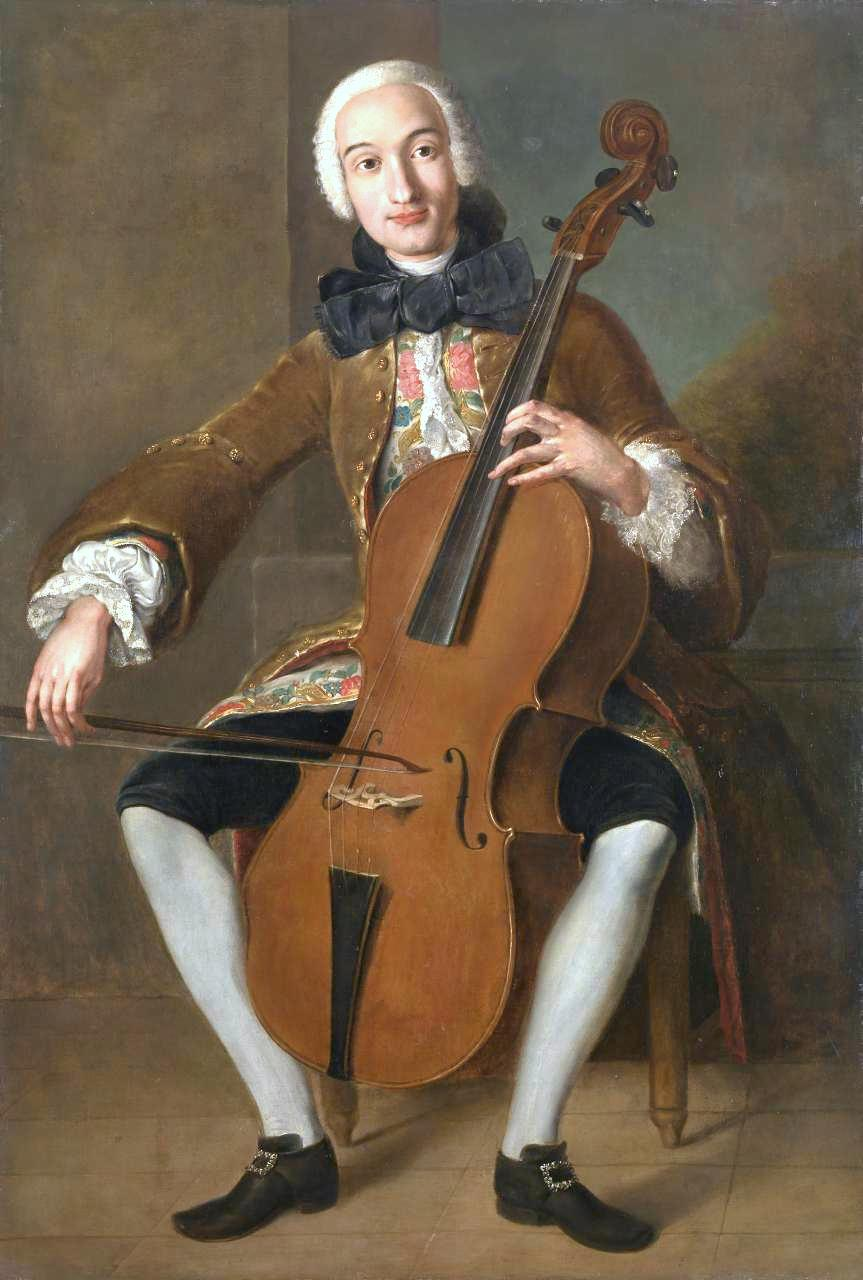
Boccherini tra il 1764 e il 1767.

Lista delle composizioni di Luigi Boccherini (1743-1805), ordinate per numero di catalogo secondo il Catalogo Gérard. Questo fu compilato dal musicologo francese Yves Gérard (da cui l'iniziale G che caratterizza i lavori raccolti) e pubblicato a Londra nel 1969. La raccolta delle opere di Boccherini presenta difficili problemi di attribuzione e di cronologia, perché molti dei suoi manoscritti andarono dispersi, tuttavia di Boccherini rimasero molti brani, divenuti molto famosi, come il Quintetto op.11 n.5 G.275, col celebre Minuetto, i Quintetti per chitarra e quartetto d'archi n.4 in re maggiore G.448 "Fandango" e n.9 in do maggiore G.453 "La musica notturna delle strade di Madrid". Pregevolissimi e ricchi di affascinanti idee musicali sono anche i 6 Quintetti op.18 che vanno, come numero di catalogo, dal G.283 al G.288.
Oltre ai 137 quintetti per archi, ai 97 quartetti e a numerose altre composizioni da camera, scrisse le 6 sinfonie op.12 (tra cui la celebre n.4, nota come "La casa del Diavolo"), lo Stabat Mater e la Messa Solenne.
In aggiunta vi sono anche i quattro concerti per violoncello G.477, G.478, G.479, G.480, dei quali i primi tre furono scritti tra il 1768-69 e pubblicati insieme, mentre l'ultimo fu pubblicato postumo, fondamentali nella storia del repertorio violoncellistico.
I quintetti d'archi (due violini, viola e due violoncelli) sono stati riproposti dal Quintetto Boccherini nella seconda metà del XX secolo, quando due dei suoi membri fondatori trovarono a Parigi una copia della prima edizione completa dei 141 quintetti e cominciarono ad eseguirli ed inciderli in giro per il mondo.

## Catalogo delle opere
- G 1: Sonata per violoncello in fa maggiore
- G 2a: Sonata per violoncello in do minore
- G 2b: Sonata per violoncello in do minore
- G 3: Sonata per violoncello in do maggiore
- G 4a: Sonata per violoncello in la maggiore
- G 4b: Sonata per violoncello in la maggiore
- G 5: Sonata per violoncello in sol maggiore
- G 6: Sonata per violoncello in do maggiore
- G 7: Sonata per violoncello in do maggiore
- G 8: Sonata per violoncello in si bemolle maggiore
- G 9: Sonata per violoncello in fa maggiore
- G 10: Sonata per violoncello in mi bemolle maggiore
- G 11: Sonata per violoncello in mi bemolle maggiore
- G 12: Sonata per violoncello in si bemolle maggiore
- G 13: Sonata per violoncello in la maggiore
- G 14: Sonata per violoncello in mi bemolle maggiore
- G 15: Sonata per violoncello in sol maggiore
- G 16: Sonata per violoncello in mi bemolle maggiore
- G 17: Sonata per violoncello in do maggiore
- G 18: Sonata per viola in do minore[1]
- G 19: Sonata per violoncello in fa maggiore
- G 20: 6 Sonate per violino dalle Sonate per violoncello
- G 21: Sinfonia per tastiera in mi bemolle maggiore
- G 22: Sonata per clavicembalo in mi bemolle maggiore
- G 23: 6 Sonate per clavicembalo from Trios G 143-148
- G 24: 6 sonate per clavicembalo from Trios G 95-100
- G 25: Sonata per violino Op. 5 n. 1 in si bemolle maggiore
- G 26: Sonata per violino Op. 5 n. 2 in do maggiore
- G 27: Sonata per violino Op. 5 n. 3 in si bemolle maggiore
- G 28: Sonata per violino Op. 5 n. 4 in re maggiore
- G 29: Sonata per violino Op. 5 n. 5 in sol minore
- G 30: Sonata per violino Op. 5 n. 6 in mi bemolle maggiore
- G 31: 6 Sonate per violino (perdute)
- G 32: 3 Sonate per violino, Book 3 (perdute)
- G 33: 3 Sonate per violino, Book 4 (perdute)
- G 34: Sonata per violino Op. 13 n. 1 in do maggiore
- G 35: Sonata per violino Op. 13 n. 2 in mi maggiore
- G 36: Sonata per violino Op. 13 n. 3 in si bemolle maggiore
- G 37: Sonata per violino Op. 13 n. 4 in mi bemolle maggiore
- G 38: Sonata per violino Op. 13 n. 5 in la maggiore
- G 39: Sonata per violino Op. 13 n. 6 in re maggiore
- G 40: Sonata per violino "Naderman" n. 1 in do maggiore
- G 41: Sonata per violino "Naderman" n. 2 in si bemolle maggiore
- G 42: Sonata per violino "Naderman" n. 3 in re minore
- G 43: Sonata per violino "Naderman" n. 4 in do minore
- G 44: Sonata per violino "Naderman" n. 5 in si bemolle maggiore
- G 45: Sonata per violino "Naderman" n. 6 in do minore
- G 46: Sonata per violino Op. 33 n. 1 in do minore
- G 47: Sonata per violino Op. 33 n. 2 in re maggiore
- G 48: Sonata per violino Op. 33 n. 3 in si bemolle maggiore
- G 49: Sonata per violino Op. 33 n. 4 in la maggiore
- G 50: Sonata per violino Op. 33 n. 5 in mi bemolle maggiore
- G 51: Sonata per violino Op. 33 n. 6 in mi maggiore
- G 52: Sonata per violino "Robinson" n. 1 in si bemolle maggiore
- G 53: Sonata per violino "Robinson" n. 2 in mi bemolle maggiore
- G 54: Sonata per violino "Robinson" n. 3 in mi maggiore
- G 55: Rondò per violino e clavicembalo in sol maggiore
- G 56: Duetto per violino Op. 3 n. 1 in sol maggiore
- G 57: Duetto per violino Op. 3 n. 2 in fa maggiore
- G 58: Duetto per violino Op. 3 n. 3 in la maggiore
- G 59: Duetto per violino Op. 3 n. 4 in si bemolle maggiore
- G 60: Duetto per violino Op. 3 n. 5 in mi bemolle maggiore
- G 61: Duetto per violino Op. 3 n. 6 in re maggiore
- G 62: Duetto per violino in mi bemolle maggiore
- G 63: Duetto per violino Op. 46 n. 1 in sol maggiore
- G 64: Duetto per violino Op. 46 n. 2 in mi maggiore
- G 65: Duetto per violino Op. 46 n. 3 in fa minore
- G 66: Duetto per violino Op. 46 n. 4 in do maggiore
- G 67: Duetto per violino Op. 46 n. 5 in mi bemolle maggiore
- G 68: Duetto per violino Op. 46 n. 6 in re minore
- G 69: Duetto per violino in do maggiore
- G 70: Duetto per violino in do maggiore
- G 71: Duetto per violino in re maggiore
- G 72: 6 Duetti per violino
- G 73: 6 Fughe per due violoncelli
- G 74: Sonata per due violoncelli in do maggiore
- G 75: Sonata per due violoncelli in mi bemolle maggiore
- G 76: 6 Duetti dai Quartetti Op. 26, G 195-200
- G 77: Trio d'archi Op. 1 n. 1 in fa maggiore
- G 78: Trio d'archi Op. 1 n. 2 in si bemolle maggiore
- G 79: Trio d'archi Op. 1 n. 3 in la maggiore
- G 80: Trio d'archi Op. 1 n. 4 in re maggiore
- G 81: Trio d'archi Op. 1 n. 5 in sol maggiore
- G 82: Trio d'archi Op. 1 n. 6 in do maggiore
- G 83: Trio d'archi Op. 4 n. 1 in mi bemolle maggiore
- G 84: Trio d'archi Op. 4 n. 2 in si bemolle maggiore
- G 85: Trio d'archi Op. 4 n. 3 in mi maggiore
- G 86: Trio d'archi Op. 4 n. 4 in fa minore
- G 87: Trio d'archi Op. 4 n. 5 in re maggiore
- G 88: Trio d'archi Op. 4 n. 6 in fa maggiore
- G 89: Trio d'archi Op. 6 n. 1 in si bemolle maggiore
- G 90: Trio d'archi Op. 6 n. 2 in mi bemolle maggiore
- G 91: Trio d'archi Op. 6 n. 3 in la maggiore
- G 92: Trio d'archi Op. 6 n. 4 in fa maggiore
- G 93: Trio d'archi Op. 6 n. 5 in sol minore
- G 94: Trio d'archi Op. 6 n. 6 in do maggiore
- G 95: Trio d'archi Op. 14 n. 1 in fa maggiore
- G 96: Trio d'archi Op. 14 n. 2 in do minore
- G 97: Trio d'archi Op. 14 n. 3 in la maggiore
- G 98: Trio d'archi Op. 14 n. 4 in re maggiore
- G 99: Trio d'archi Op. 14 n. 5 in mi bemolle maggiore
- G 100: Trio d'archi Op. 14 n. 6 in fa maggiore
- G 101: Trio d'archi Op. 34 n. 1 in fa minore
- G 102: Trio d'archi Op. 34 n. 2 in sol maggiore
- G 103: Trio d'archi Op. 34 n. 3 in mi bemolle maggiore
- G 104: Trio d'archi Op. 34 n. 4 in re maggiore
- G 105: Trio d'archi Op. 34 n. 5 in do maggiore
- G 106: Trio d'archi Op. 34 n. 6 in mi maggiore
- G 107: Trio d'archi Op. 47 n. 1 in la bemolle maggiore
- G 108: Trio d'archi Op. 47 n. 2 in sol maggiore
- G 109: Trio d'archi Op. 47 n. 3 in si bemolle maggiore
- G 110: Trio d'archi Op. 47 n. 4 in mi bemolle maggiore
- G 111: Trio d'archi Op. 47 n. 5 in re maggiore
- G 112: Trio d'archi Op. 47 n. 6 in fa maggiore
- G 113: Trio d'archi Op. 54 n. 1 in re maggiore
- G 114: Trio d'archi Op. 54 n. 2 in sol maggiore
- G 115: Trio d'archi Op. 54 n. 3 in mi bemolle maggiore
- G 116: Trio d'archi Op. 54 n. 4 in do maggiore
- G 117: Trio d'archi Op. 54 n. 5 in re minore
- G 118: Trio d'archi Op. 54 n. 6 in la maggiore
- G 119: Trio d'archi Op. 3 n. 1 in do maggiore
- G 120: Trio d'archi Op. 3 n. 2 in la maggiore
- G 121: Trio d'archi Op. 3 n. 3 in la maggiore
- G 122: Trio d'archi Op. 3 n. 4 in re maggiore
- G 123: Trio d'archi Op. 3 n. 5 in re maggiore
- G 124: Trio d'archi Op. 3 n. 6 in mi bemolle maggiore
- G 125: Trio d'archi Op. 7 n. 1 in do minore
- G 126: Trio d'archi Op. 7 n. 2 in re maggiore
- G 127: Trio d'archi Op. 7 n. 3 in mi bemolle maggiore
- G 128: Trio d'archi Op. 7 n. 4 in la maggiore
- G 128: Trio d'archi Op. 7 n. 5 in si bemolle maggiore
- G 130: Trio d'archi Op. 7 n. 6 in fa maggiore
- G 131: Trio d'archi Op. 28 n. 1 in re maggiore
- G 132: Trio d'archi Op. 28 n. 2 in mi bemolle maggiore
- G 133: Trio d'archi Op. 28 n. 3 in do minore
- G 134: Trio d'archi Op. 28 n. 4 in la maggiore
- G 135: Trio d'archi Op. 28 n. 5 in si bemolle maggiore
- G 136: Trio d'archi Op. 28 n. 6 in sol maggiore
- G 137: Trio d'archi in si bemolle maggiore
- G 138: Trio d'archi in fa maggiore
- G 139: Trio d'archi in sol maggiore
- G 140: Trio d'archi in mi bemolle maggiore
- G 141: Trio d'archi in la maggiore
- G 142: Trio d'archi in do maggiore
- G 143: Trio di pianoforte, violino e violoncello Op. 12 n. 1 in do maggiore
- G 144: Trio di pianoforte, violino e violoncello Op. 12 n. 2 in mi minore
- G 145: Trio di pianoforte, violino e violoncello Op. 12 n. 3 in mi bemolle maggiore
- G 146: Trio di pianoforte, violino e violoncello Op. 12 n. 4 in re maggiore
- G 147: Trio di pianoforte, violino e violoncello Op. 12 n. 5 in si bemolle maggiore
- G 148: Trio di pianoforte, violino e violoncello Op. 12 n. 6 in sol minore
- G 149: 3 Trii pianoforte, violino e violoncello. Oeuvre I
- G 150: Trio di pianoforte, violino e violoncello in re minore
- G 151: Trio di pianoforte, violino e violoncello in si bemolle maggiore
- G 152: Trio di pianoforte, violino e violoncello in re minore
- G 153: Trio di pianoforte, violino e violoncello in sol minore
- G 154: 3 Trii pianoforte, violino e violoncello. Oeuvre II
- G 155: Trio per tre flauti, Book I (perduto)
- G 156: Trio per tre flauti, Book II (perduto)
- G 157: Trio per due flauti e continuo in do maggiore
- G 158: Trio per due flauti e continuo in re maggiore
- G 159: Quartetto per archi Op. 2 n. 1 in do minore (1761)
- G 160: Quartetto per archi Op. 2 n. 2 in si bemolle maggiore
- G 161: Quartetto per archi Op. 2 n. 3 in re maggiore
- G 162: Quartetto per archi Op. 2 n. 4 in mi bemolle maggiore
- G 163: Quartetto per archi Op. 2 n. 5 in mi maggiore
- G 164: Quartetto per archi Op. 2 n. 6 in do maggiore
- G 165: Quartetto per archi Op. 8 n. 1 in re maggiore (c. 1768)
- G 166: Quartetto per archi Op. 8 n. 2 in do minore
- G 167: Quartetto per archi Op. 8 n. 3 in mi bemolle maggiore
- G 168: Quartetto per archi Op. 8 n. 4 in sol minore
- G 169: Quartetto per archi Op. 8 n. 5 in fa maggiore
- G 170: Quartetto per archi Op. 8 n. 6 in la maggiore
- G 171: Quartetto per archi Op. 9 n. 1 in do minore (1770)
- G 172: Quartetto per archi Op. 9 n. 2 in re minore
- G 173: Quartetto per archi Op. 9 n. 3 in fa maggiore
- G 174: Quartetto per archi Op. 9 n. 4 in mi bemolle maggiore
- G 175: Quartetto per archi Op. 9 n. 5 in re maggiore
- G 176: Quartetto per archi Op. 9 n. 6 in mi maggiore
- G 177: Quartetto per archi Op. 15 n. 1 in re maggiore (1772)
- G 178: Quartetto per archi Op. 15 n. 2 in fa maggiore
- G 179: Quartetto per archi Op. 15 n. 3 in mi maggiore
- G 180: Quartetto per archi Op. 15 n. 4 in fa maggiore
- G 181: Quartetto per archi Op. 15 n. 5 in mi bemolle maggiore
- G 182: Quartetto per archi Op. 15 n. 6 in do minore
- G 183: Quartetto per archi Op. 22 n. 1 in do maggiore (1775)
- G 184: Quartetto per archi Op. 22 n. 2 in re maggiore
- G 185: Quartetto per archi Op. 22 n. 3 in mi bemolle maggiore
- G 186: Quartetto per archi Op. 22 n. 4 in si bemolle maggiore
- G 187: Quartetto per archi Op. 22 n. 5 in la minore
- G 188: Quartetto per archi Op. 22 n. 6 in do maggiore
- G 189: Quartetto per archi Op. 24 n. 1 in re maggiore (1776-8)
- G 190: Quartetto per archi Op. 24 n. 2 in la maggiore
- G 191: Quartetto per archi Op. 24 n. 3 in mi bemolle maggiore
- G 192: Quartetto per archi Op. 24 n. 4 in do maggiore
- G 193: Quartetto per archi Op. 24 n. 5 in do minore
- G 194: Quartetto per archi Op. 24 n. 6 in sol minore
- G 195: Quartetto per archi Op. 26 n. 1 in si bemolle maggiore (1778)
- G 196: Quartetto per archi Op. 26 n. 2 in sol minore
- G 197: Quartetto per archi Op. 26 n. 3 in mi bemolle maggiore
- G 198: Quartetto per archi Op. 26 n. 4 in la maggiore
- G 199: Quartetto per archi Op. 26 n. 5 in fa maggiore
- G 200: Quartetto per archi Op. 26 n. 6 in fa minore
- G 201: Quartetto per archi Op. 32 n. 1 in mi bemolle maggiore (1780)
- G 202: Quartetto per archi Op. 32 n. 2 in mi minore
- G 203: Quartetto per archi Op. 32 n. 3 in re maggiore
- G 204: Quartetto per archi Op. 32 n. 4 in do maggiore
- G 205: Quartetto per archi Op. 32 n. 5 in sol minore
- G 206: Quartetto per archi Op. 32 n. 6 in la maggiore
- G 207: Quartetto per archi Op. 33 n. 1 in mi maggiore (1781)
- G 208: Quartetto per archi Op. 33 n. 2 in do maggiore
- G 209: Quartetto per archi Op. 33 n. 3 in sol maggiore
- G 210: Quartetto per archi Op. 33 n. 4 in si bemolle maggiore
- G 211: Quartetto per archi Op. 33 n. 5 in mi minore
- G 212: Quartetto per archi Op. 33 n. 6 in mi bemolle maggiore
- G 213: Quartetto per archi Op. 39 in la maggiore (1787)
- G 214: Quartetto per archi Op. 41 n. 1 in do minore (1788)
- G 215: Quartetto per archi Op. 41 n. 2 in do maggiore
- G 216: Quartetto per archi Op. 42 n. 1 in la maggiore (1789)
- G 217: Quartetto per archi Op. 42 n. 2 in do maggiore
- G 218: Quartetto per archi Op. 43 n. 1 in la maggiore (1790)
- G 219: Quartetto per archi Op. 43 n. 2 in la maggiore
- G 220: Quartetto per archi Op. 44 n. 1 in si bemolle maggiore (1792)
- G 221: Quartetto per archi Op. 44 n. 2 in mi minore
- G 222: Quartetto per archi Op. 44 n. 3 in fa maggiore
- G 223: Quartetto per archi Op. 44 n. 4 in sol maggiore ("La tiranna")
- G 224: Quartetto per archi Op. 44 n. 5 in re maggiore
- G 225: Quartetto per archi Op. 44 n. 6 in mi bemolle maggiore
- G 226: Quartetto per archi Op. 48 n. 1 in fa maggiore (1794)
- G 227: Quartetto per archi Op. 48 n. 2 in la maggiore
- G 228: Quartetto per archi Op. 48 n. 3 in si minore
- G 229: Quartetto per archi Op. 48 n. 4 in mi bemolle maggiore
- G 230: Quartetto per archi Op. 48 n. 5 in sol maggiore
- G 231: Quartetto per archi Op. 48 n. 6 in do maggiore
- G 232: Quartetto per archi Op. 52 n. 1 in do maggiore (1795)
- G 233: Quartetto per archi Op. 52 n. 2 in re maggiore
- G 234: Quartetto per archi Op. 52 n. 3 in sol maggiore
- G 235: Quartetto per archi Op. 52 n. 4 in fa minore
- G 236: Quartetto per archi Op. 53 n. 1 in mi bemolle maggiore (1796)
- G 237: Quartetto per archi Op. 53 n. 2 in re maggiore
- G 238: Quartetto per archi Op. 53 n. 3 in do maggiore
- G 239: Quartetto per archi Op. 53 n. 4 in la maggiore
- G 240: Quartetto per archi Op. 53 n. 5 in do maggiore
- G 241: Quartetto per archi Op. 53 n. 6 in mi bemolle maggiore
- G 242: Quartetto per archi Op. 58 n. 1 in do maggiore (1799)
- G 243: Quartetto per archi Op. 58 n. 2 in mi bemolle maggiore
- G 244: Quartetto per archi Op. 58 n. 3 in si bemolle maggiore
- G 245: Quartetto per archi Op. 58 n. 4 in si minore
- G 246: Quartetto per archi Op. 58 n. 5 in re maggiore
- G 247: Quartetto per archi Op. 58 n. 6 in mi bemolle maggiore
- G 248: Quartetto per archi Op. 64 n. 1 in fa maggiore (1804)
- G 249: Quartetto per archi Op. 64 n. 2 in re maggiore
- G 250: Quartetto per archi Op. 54 n. 1 in re maggiore (1796, dubbio)
- G 251: Quartetto per archi Op. 54 n. 2 in sol maggiore
- G 252: Quartetto per archi Op. 54 n. 3 in do maggiore
- G 253: Quartetto per archi Op. 54 n. 4 in la maggiore
- G 254: Quartetto per archi Op. 54 n. 5 in do maggiore
- G 255: Quartetto per archi Op. 54 n. 6 in re maggiore
- G 256: 6 Quartetti d'archi dall'Op. 10, G 265-270 (dubbio)
- G 257: 2 Quartetti d'archi da G 287 & 290
- G 258: Quartetto per archi in fa minore (perduto)
- G 259: 6 Piano Quartets from Quartets Op. 26, G 195-200
- G 260: 3 Flute Quartets Op. 5 from G 369, 363 & 368
- G 261: 6 Flute Quartets (arrangiamenti perduti)
- G 262: Quartetti per archi n. 1-3
- G 263: Quartetti per archi n. 4-6
- G 264: Quartetti per archi n. 7-9
- G 265: Quintetto per archi Op. 10 n. 1 in la maggiore
- G 266: Quintetto per archi Op. 10 n. 2 in mi bemolle maggiore
- G 267: Quintetto per archi Op. 10 n. 3 in do minore
- G 268: Quintetto per archi Op. 10 n. 4 in do maggiore
- G 269: Quintetto per archi Op. 10 n. 5 in mi bemolle maggiore
- G 270: Quintetto per archi Op. 10 n. 6 in re maggiore
- G 271: Quintetto per archi Op. 11 n. 1 in si bemolle maggiore
- G 272: Quintetto per archi Op. 11 n. 2 in la maggiore
- G 273: Quintetto per archi Op. 11 n. 3 in do maggiore
- G 274: Quintetto per archi Op. 11 n. 4 in fa minore
- G 275: Quintetto per archi Op. 11 n. 5 in mi maggiore
- G 276: Quintetto per archi Op. 11 n. 6 in re maggiore ("L'Uccelleria")
- G 277: Quintetto per archi Op. 13 n. 1 in mi bemolle maggiore
- G 278: Quintetto per archi Op. 13 n. 2 in do maggiore
- G 279: Quintetto per archi Op. 13 n. 3 in fa maggiore
- G 280: Quintetto per archi Op. 13 n. 4 in re minore
- G 281: Quintetto per archi Op. 13 n. 5 in la maggiore
- G 282: Quintetto per archi Op. 13 n. 6 in mi maggiore
- G 283: Quintetto per archi Op. 18 n. 1 in do minore
- G 284: Quintetto per archi Op. 18 n. 2 in re maggiore
- G 285: Quintetto per archi Op. 18 n. 3 in mi bemolle maggiore
- G 286: Quintetto per archi Op. 18 n. 4 in do maggiore
- G 287: Quintetto per archi Op. 18 n. 5 in re minore
- G 288: Quintetto per archi Op. 18 n. 6 in mi maggiore
- G 289: Quintetto per archi Op. 20 n. 1 in mi bemolle maggiore
- G 290: Quintetto per archi Op. 20 n. 2 in si bemolle maggiore
- G 291: Quintetto per archi Op. 20 n. 3 in fa maggiore
- G 292: Quintetto per archi Op. 20 n. 4 in sol maggiore
- G 293: Quintetto per archi Op. 20 n. 5 in re minore
- G 294: Quintetto per archi Op. 20 n. 6 in la minore
- G 295: Quintetto per archi Op. 25 n. 1 in re minore
- G 296: Quintetto per archi Op. 25 n. 2 in mi bemolle maggiore
- G 297: Quintetto per archi Op. 25 n. 3 in la maggiore
- G 298: Quintetto per archi Op. 25 n. 4 in do maggiore
- G 299: Quintetto per archi Op. 25 n. 5 in re maggiore
- G 300: Quintetto per archi Op. 25 n. 6 in la minore
- G 301: Quintetto per archi Op. 27 n. 1 in la maggiore
- G 302: Quintetto per archi Op. 27 n. 2 in sol maggiore
- G 303: Quintetto per archi Op. 27 n. 3 in mi minore
- G 304: Quintetto per archi Op. 27 n. 4 in mi bemolle maggiore
- G 305: Quintetto per archi Op. 27 n. 5 in sol minore
- G 306: Quintetto per archi Op. 27 n. 6 in si minore
- G 307: Quintetto per archi Op. 28 n. 1 in fa maggiore
- G 308: Quintetto per archi Op. 28 n. 2 in la maggiore
- G 309: Quintetto per archi Op. 28 n. 3 in mi bemolle maggiore
- G 310: Quintetto per archi Op. 28 n. 4 in do maggiore
- G 311: Quintetto per archi Op. 28 n. 5 in re minore
- G 312: Quintetto per archi Op. 28 n. 6 in si bemolle maggiore
- G 313: Quintetto per archi Op. 29 n. 1 in re maggiore
- G 314: Quintetto per archi Op. 29 n. 2 in do minore
- G 315: Quintetto per archi Op. 29 n. 3 in fa maggiore
- G 316: Quintetto per archi Op. 29 n. 4 in la maggiore
- G 317: Quintetto per archi Op. 29 n. 5 in mi bemolle maggiore
- G 318: Quintetto per archi Op. 29 n. 6 in sol minore
- G 319: Quintetto per archi Op. 30 n. 1 in si bemolle maggiore
- G 320: Quintetto per archi Op. 30 n. 2 in la minore
- G 321: Quintetto per archi Op. 30 n. 3 in do maggiore
- G 322: Quintetto per archi Op. 30 n. 4 in mi bemolle maggiore
- G 323: Quintetto per archi Op. 30 n. 5 in mi minore
- G 324: Quintetto per archi Op. 30 n. 6 in do maggiore ("Musica notturna delle strade di Madrid")
- G 325: Quintetto per archi Op. 31 n. 1 in mi bemolle maggiore
- G 326: Quintetto per archi Op. 31 n. 2 in sol maggiore
- G 327: Quintetto per archi Op. 31 n. 3 in si bemolle maggiore
- G 328: Quintetto per archi Op. 31 n. 4 in do minore
- G 329: Quintetto per archi Op. 31 n. 5 in la maggiore
- G 330: Quintetto per archi Op. 31 n. 6 in fa maggiore
- G 331: Quintetto per archi Op. 36 n. 1 in mi bemolle maggiore
- G 332: Quintetto per archi Op. 36 n. 2 in re maggiore
- G 333: Quintetto per archi Op. 36 n. 3 in sol maggiore
- G 334: Quintetto per archi Op. 36 n. 4 in la minore
- G 335: Quintetto per archi Op. 36 n. 5 in sol minore
- G 336: Quintetto per archi Op. 36 n. 6 in fa maggiore
- G 337: Quintetto per archi Op. 39 n. 1 in si bemolle maggiore
- G 338: Quintetto per archi Op. 39 n. 2 in fa maggiore
- G 339: Quintetto per archi Op. 39 n. 3 in re maggiore
- G 340: Quintetto per archi Op. 40 n. 1 in la maggiore
- G 341: Quintetto per archi Op. 40 n. 2 in re maggiore
- G 342: Quintetto per archi Op. 40 n. 3 in re maggiore
- G 343: Quintetto per archi Op. 40 n. 4 in do maggiore
- G 344: Quintetto per archi Op. 40 n. 5 in mi minore
- G 345: Quintetto per archi Op. 40 n. 6 in si bemolle maggiore
- G 346: Quintetto per archi Op. 41 n. 1 in mi bemolle maggiore
- G 347: Quintetto per archi Op. 41 n. 2 in fa maggiore
- G 348: Quintetto per archi Op. 42 n. 1 in fa minore
- G 349: Quintetto per archi Op. 42 n. 2 in do maggiore
- G 350: Quintetto per archi Op. 42 n. 3 in si minore
- G 351: Quintetto per archi Op. 42 n. 4 in sol minore
- G 352: Quintetto per archi Op. 43 n. 1 in mi bemolle maggiore
- G 353: Quintetto per archi Op. 43 n. 2 in re maggiore
- G 354: Quintetto per archi Op. 43 n. 3 in fa maggiore
- G 355: Quintetto per archi Op. 45 n. 1 in do minore
- G 356: Quintetto per archi Op. 45 n. 2 in la maggiore
- G 357: Quintetto per archi Op. 45 n. 3 in si bemolle maggiore
- G 358: Quintetto per archi Op. 45 n. 4 in do maggiore
- G 359: Quintetto per archi Op. 46 n. 1 in si bemolle maggiore
- G 360: Quintetto per archi Op. 46 n. 2 in re minore
- G 361: Quintetto per archi Op. 46 n. 3 in do maggiore
- G 362: Quintetto per archi Op. 46 n. 4 in sol minore
- G 363: Quintetto per archi Op. 46 n. 5 in fa maggiore
- G 364: Quintetto per archi Op. 46 n. 6 in mi bemolle maggiore
- G 365: Quintetto per archi Op. 49 n. 1 in re maggiore
- G 366: Quintetto per archi Op. 49 n. 2 in si bemolle maggiore
- G 367: Quintetto per archi Op. 49 n. 3 in mi bemolle maggiore
- G 368: Quintetto per archi Op. 49 n. 4 in re minore
- G 369: Quintetto per archi Op. 49 n. 5 in mi bemolle maggiore
- G 370: Quintetto per archi Op. 50 n. 1 in la maggiore
- G 371: Quintetto per archi Op. 50 n. 2 in mi bemolle maggiore
- G 372: Quintetto per archi Op. 50 n. 3 in si bemolle maggiore
- G 373: Quintetto per archi Op. 50 n. 4 in mi maggiore
- G 374: Quintetto per archi Op. 50 n. 5 in do maggiore
- G 375: Quintetto per archi Op. 50 n. 6 in si bemolle maggiore
- G 376: Quintetto per archi Op. 51 n. 1 in mi bemolle maggiore
- G 377: Quintetto per archi Op. 51 n. 2 in do minore
- G 378: Quintetto per archi in do maggiore
- G 379: Quintetto per archi in mi minore (from G 407)
- G 380: Quintetto per archi in fa maggiore (from G 408)
- G 381: Quintetto per archi in mi bemolle maggiore (from G 410)
- G 382: Quintetto per archi in la minore (from G 412)
- G 383: Quintetto per archi in re maggiore (from G 411)
- G 384: Quintetto per archi in do maggiore (from G 409)
- G 385: Quintetto per archi in re minore (from G 416)
- G 386: Quintetto per archi in mi minore (from G 417)
- G 387: Quintetto per archi in si bemolle maggiore (from G 414)
- G 388: Quintetto per archi in la maggiore (from G 413)
- G 389: Quintetto per archi in mi minore (from G 415)
- G 390: Quintetto per archi in do maggiore (from G 418)
- G 391: Quintetto per archi Op. 60 n. 1 in do maggiore
- G 392: Quintetto per archi Op. 60 n. 2 in si bemolle maggiore
- G 393: Quintetto per archi Op. 60 n. 3 in la maggiore
- G 394: Quintetto per archi Op. 60 n. 4 in mi bemolle maggiore (perdute)
- G 395: Quintetto per archi Op. 60 n. 5 in sol maggiore
- G 396: Quintetto per archi Op. 60 n. 6 in mi maggiore
- G 397: Quintetto per archi Op. 62 n. 1 in do maggiore
- G 398: Quintetto per archi Op. 62 n. 2 in mi bemolle maggiore
- G 399: Quintetto per archi Op. 62 n. 3 in fa maggiore
- G 400: Quintetto per archi Op. 62 n. 4 in si bemolle maggiore
- G 401: Quintetto per archi Op. 62 n. 5 in re maggiore
- G 402: Quintetto per archi Op. 62 n. 6 in mi maggiore
- G 403: 6 Quintetti d'archi dall'Op. 10, G 265-270
- G 404: 6 Quintetti d'archi dall'Op. 11, G 271-276
- G 405: 6 Quintetti d'archi dall'Op. 18, G 283-288
- G 406: Quintetto per archi in mi bemolle maggiore (perduto)
- G 407: Quintetto per pianoforte e archi Op. 56 n. 1 in mi minore
- G 408: Quintetto per pianoforte e archi Op. 56 n. 2 in fa maggiore
- G 409: Quintetto per pianoforte e archi Op. 56 n. 3 in do maggiore
- G 410: Quintetto per pianoforte e archi Op. 56 n. 4 in mi bemolle maggiore
- G 411: Quintetto per pianoforte e archi Op. 56 n. 5 in re maggiore
- G 412: Quintetto per pianoforte e archi Op. 56 n. 6 in la minore
- G 413: Quintetto per pianoforte e archi Op. 57 n. 1 in la maggiore
- G 414: Quintetto per pianoforte e archi Op. 57 n. 2 in si bemolle maggiore
- G 415: Quintetto per pianoforte e archi Op. 57 n. 3 in mi minore
- G 416: Quintetto per pianoforte e archi Op. 57 n. 4 in re minore
- G 417: Quintetto per pianoforte e archi Op. 57 n. 5 in mi maggiore
- G 418: Quintetto per pianoforte e archi Op. 57 n. 6 in do maggiore
- G 419: Quintetto per flauto e archi Op. 17 n. 1 in re maggiore
- G 420: Quintetto per flauto e archi Op. 17 n. 2 in do maggiore
- G 421: Quintetto per flauto e archi Op. 17 n. 3 in re minore
- G 422: Quintetto per flauto e archi Op. 17 n. 4 in si bemolle maggiore
- G 423: Quintetto per flauto e archi Op. 17 n. 5 in sol maggiore
- G 424: Quintetto per flauto e archi Op. 17 n. 6 in mi bemolle maggiore
- G 425: Quintetto per flauto e archi Op. 19 n. 1 in mi bemolle maggiore
- G 426: Quintetto per flauto e archi Op. 19 n. 2 in sol minore
- G 427: Quintetto per flauto e archi Op. 19 n. 3 in do maggiore
- G 428: Quintetto per flauto e archi Op. 19 n. 4 in re maggiore
- G 429: Quintetto per flauto e archi Op. 19 n. 5 in si bemolle maggiore
- G 430: Quintetto per flauto e archi Op. 19 n. 6 in re maggiore
- G 431: Quintetto per flauto e archi Op. 55 n. 1 in sol maggiore
- G 432: Quintetto per flauto e archi Op. 55 n. 2 in fa maggiore
- G 433: Quintetto per flauto e archi Op. 55 n. 3 in re maggiore
- G 434: Quintetto per flauto e archi Op. 55 n. 4 in la maggiore
- G 435: Quintetto per flauto e archi Op. 55 n. 5 in mi bemolle maggiore
- G 436: Quintetto per flauto e archi Op. 55 n. 6 in re minore
- G 437: Quintetto per flauto e archi con cello concertante n. 1 in fa maggiore
- G 438: Quintetto per flauto e archi con cello concertante n. 2 in sol maggiore
- G 439: Quintetto per flauto e archi con cello concertante n. 3 in do maggiore
- G 440: Quintetto per flauto e archi con cello concertante n. 4 in re maggiore
- G 441: Quintetto per flauto e archi con cello concertante n. 5 in sol maggiore
- G 442: Quintetto per flauto e archi con cello concertante n. 6 in si bemolle maggiore
- G 443: Quintetto per flauto, oboe e archi in do maggiore
- G 444: Quintetto per flauto, oboe e archi in si bemolle maggiore
- G 445: Quintetto per chitarra n. 1 in re minore
- G 446: Quintetto per chitarra n. 2 in mi maggiore
- G 447: Quintetto per chitarra n. 3 in si bemolle maggiore
- G 448: Quintetto per chitarra n. 4 in re maggiore ("Fandango")
- G 449: Quintetto per chitarra n. 5 in re maggiore
- G 450: Quintetto per chitarra n. 6 in sol maggiore
- G 451: Quintetto per chitarra n. 7 in mi minore
- G 452: Quintetto per chitarra n. 8 in fa maggiore (perduto)
- G 453: Quintetto per chitarra n. 9 in do maggiore
- G 454: Sestetto d'archi Op. 23 n. 1 in mi bemolle maggiore
- G 455: Sestetto d'archi Op. 23 n. 2 in si bemolle maggiore
- G 456: Sestetto d'archi Op. 23 n. 3 in mi maggiore
- G 457: Sestetto d'archi Op. 23 n. 4 in fa minore
- G 458: Sestetto d'archi Op. 23 n. 5 in re maggiore
- G 459: Sestetto d'archi Op. 23 n. 6 in fa maggiore
- G 460: Sestetto d'archi in re maggiore
- G 461: Divertimento Op. 16 n. 1 in la maggiore
- G 462: Divertimento Op. 16 n. 2 in fa maggiore
- G 463: Divertimento Op. 16 n. 3 in la maggiore
- G 464: Divertimento Op. 16 n. 4 in mi bemolle maggiore
- G 465: Divertimento Op. 16 n. 5 in la maggiore
- G 466: Divertimento Op. 16 n. 6 in do maggiore
- G 467: Notturno Op. 38 n. 1 in mi bemolle maggiore
- G 468: Notturno Op. 38 n. 2 in mi bemolle maggiore (perduto)
- G 469: Notturno Op. 38 n. 3 in mi bemolle maggiore (perduto)
- G 470: Notturno Op. 38 n. 4 in sol maggiore
- G 471: Notturno Op. 38 n. 5 in mi bemolle maggiore
- G 472: Notturno Op. 38 n. 6 in si bemolle maggiore
- G 473: Notturno Op. 42 in mi bemolle maggiore (perduto)
- G 474: Concerto per violoncello n. 1 in mi bemolle maggiore
- G 475: Concerto per violoncello n. 2 in re maggiore
- G 476: Concerto per violoncello n. 3 in re maggiore
- G 477: Concerto per violoncello n. 4 in do maggiore
- G 478: Concerto per violoncello n. 5 in re maggiore
- G 479: Concerto per violoncello n. 6 in re maggiore
- G 480: Concerto per violoncello n. 7 in sol maggiore
- G 481: Concerto per violoncello n. 8 in do maggiore
- G 482: Concerto per violoncello n. 9 in si bemolle maggiore
- G 483: Concerto per violoncello n. 10 in re maggiore
- G 484: Concertino per violoncello in sol maggiore
- G 485: Concerto per violino in sol maggiore
- G 486: Concerto per violino in re maggiore
- G 487: Piano Concerto in mi bemolle maggiore
- G 488: Piano Concerto in do maggiore (sketch)
- G 489: Concerto per flauto in re maggiore (Pokorny)
- G 490: Ouverture in re maggiore
- G 491: Sinfonia concertante Op. 7 in do maggiore
- G 492: 6 Divertimenti (6 Sestetti) Op. 16, G 461-466
- G 493: Sinfonia Op. 21 n. 1 in si bemolle maggiore
- G 494: Sinfonia Op. 21 n. 2 in mi bemolle maggiore
- G 495: Sinfonia Op. 21 n. 3 in do maggiore
- G 496: Sinfonia Op. 21 n. 4 in re maggiore
- G 497: Sinfonia Op. 21 n. 5 in si bemolle maggiore
- G 498: Sinfonia Op. 21 n. 6 in la maggiore
- G 499: Sinfonia concertante in sol maggiore (= G470)
- G 500: Sinfonia in re maggiore
- G 501: Serenata in re maggiore
- G 502: 2 Minuetti
- G 503: Sinfonia Op. 12 n. 1 in re maggiore
- G 504: Sinfonia Op. 12 n. 2 in mi bemolle maggiore
- G 505: Sinfonia Op. 12 n. 3 in do maggiore
- G 506: Sinfonia Op. 12 n. 4 in re minore
- G 507: Sinfonia Op. 12 n. 5 in si bemolle maggiore
- G 508: Sinfonia Op. 12 n. 6 in la maggiore
- G 509: Sinfonia Op. 35 n. 1 in re maggiore
- G 510: Sinfonia Op. 35 n. 2 in mi bemolle maggiore
- G 511: Sinfonia Op. 35 n. 3 in la maggiore
- G 512: Sinfonia Op. 35 n. 4 in fa maggiore
- G 513: Sinfonia Op. 35 n. 5 in mi bemolle maggiore
- G 514: Sinfonia Op. 35 n. 6 in si bemolle maggiore
- G 515: Sinfonia Op. 37 n. 1 in do maggiore
- G 516: Sinfonia Op. 37 n. 2 in re maggiore (perduta)
- G 517: Sinfonia Op. 37 n. 3 in re minore
- G 518: Sinfonia Op. 37 n. 4 in la maggiore
- G 519: Sinfonia Op. 41 in do minore
- G 520: Sinfonia Op. 42 in re maggiore
- G 521: Sinfonia Op. 43 in re maggiore
- G 522: Sinfonia Op. 45 in re maggiore
- G 523: Sinfonia in do maggiore
- G 524: Cefalo e Procri (perduta)
- G 525: Un gioco di minuetto ballabili Op. 41
- G 526: Ballet espagnol
- G 527: Interludio all' opera di Picini La buona figliola
- G 528: Missa solemnis Op. 59 (perduta)
- G 529: Kyrie in si bemolle maggiore
- G 530: Gloria in fa maggiore
- G 531: Credo in do maggiore
- G 532a: Stabat Mater in la bemolle maggiore
- G 532b: Stabat Mater Op. 61 in fa maggiore
- G 533: Dixit Dominus in sol maggiore
- G 534: Domine ad adjuvandum in sol maggiore
- G 535: Christmas Cantata Op. 63 (perdute)
- G 536: Cantata for the feast of Saint Louis (fragment)
- G 537: Gioas, re di Giuda, oratorio
- G 538: Giuseppe riconosciuto, oratorio
- G 539: Villancicos al nacimiento de nuestro Senor Jesu Christo
- G 540: La Clementina, zarzuela
- G 541: Scena da 'Ines de Castro'
- G 542: Aria per l'opera "L'Almeria" (perduta)
- G 543: La Confederazione dei Sabini con Roma, cantata
- G 544: Aria accademica n. 1 in mi bemolle maggiore
- G 545: Aria accademica n. 2 in si bemolle maggiore
- G 546: Aria accademica n. 3 in sol maggiore
- G 547: Aria accademica n. 4 in la maggiore
- G 548: Aria accademica n. 5 in re minore
- G 549: Aria accademica n. 6 in re maggiore
- G 550: Aria accademica n. 7 in mi bemolle maggiore
- G 551: Aria accademica n. 8 in sol maggiore
- G 552: Aria accademica n. 9 in do maggiore
- G 553: Aria accademica n. 10 in fa maggiore
- G 554: Aria accademica n. 11 in la maggiore
- G 555: Aria accademica n. 12 in si bemolle maggiore
- G 556: Aria accademica n. 13 in mi maggiore
- G 557: Aria accademica n. 14 in si bemolle maggiore
- G 558: Aria accademica n. 15 in mi bemolle maggiore
- G 559: Duetto accademico n. 1 in mi bemolle maggiore
- G 560: Duetto accademico n. 2 in fa maggiore
- G 561: Duetto accademico n. 3 in mi bemolle maggiore
- G 562: Sonata per violoncello in sol minore
- G 563: Sonata per violoncello in sol maggiore
- G 564: Sonata per violoncello in re maggiore
- G 565a: Sonata per violoncello in si bemolle maggiore
- G 565b: Sonata per violoncello in si bemolle maggiore
- G 566: Sonata per violoncello in mi bemolle maggiore
- G 567: Sonata per violoncello in mi bemolle maggiore
- G 568: Sonata per violoncello in mi bemolle maggiore
- G 569: Sonata per violoncello in do maggiore
- G 570: Sonata per violino in mi bemolle maggiore
- G 571: Sonata per due violoncelli in re maggiore
- G 572: Sonata per due violoncelli in re maggiore
- G 573: Concerto per violoncello n. 11 in do maggiore
- G 574: Concerto per violino in fa maggiore
- G 575: Concerto per flauto in re maggiore
- G 576: Sinfonia in sol maggiore
- G 577: Trio d'archi in sol maggiore
- G 578: Trio d'archi in sol maggiore
- G 579: Sonata per violoncello in fa maggiore
- G 580: Sonata per violoncello in re maggiore
- G deest: Concerto per violoncello n. 12 in mi bemolle maggiore
- G deest: Sonata per violoncello in la maggiore
- G deest: Sonata per violoncello in la minore
- G deest: Sonata per violoncello in do minore
- G deest: Sonata per violoncello in do minore
- G deest: Sonata per violoncello in re maggiore
- G deest: Sonata per violoncello in mi bemolle maggiore
- G deest: Sonata per violoncello in fa minore
- G deest: Laudate pueri